# Chott Mouïa Tafelat
 (décembre 2020).
 (novembre 2016).

Le chott Mouïa Tafelat (en arabe: شط ميا ثافلات), parfois orthographié Mouïa Tofelat, est un lac salé endoréique du nord-est de l'Algérie.